# 上帕迪利亚
帕迪利亚德亚里瓦，是西班牙卡斯蒂利亚-莱昂布尔戈斯省的一个市镇。总面积23平方公里，总人口123人（2001年），人口密度5人/平方公里。